# Desperados (bok)
Desperados är en novellsamling av Lars Gyllensten utgiven 1962.
I boken formulerar Gyllensten med ironisk motsägelsefullhet den trolöshet mot alla ideologier som präglar hela hans författarskap: "Jag är fast övertygad om att idel ont kommer av alltför fasta övertygelser". Novellerna vill avslöja och avväpna den förtvivlan som inställer sig när ideologierna sviker och som leder till våld och destruktivitet.